# Satyrus durana
Satyrus durana är en fjärilsart som beskrevs av Andrej Nikolajewitsch Avinoff och Sweadner 1951. Satyrus durana ingår i släktet Satyrus och familjen praktfjärilar. Inga underarter finns listade.